# Zoraida pattersoni
Zoraida pattersoni är en insektsart som beskrevs av William Lucas Distant 1914. Zoraida pattersoni ingår i släktet Zoraida och familjen Derbidae. Inga underarter finns listade i Catalogue of Life.